# 梅川水库
梅川水库是中国湖北省黄冈市武穴市境内的一座水库，位于梅川河上，建于1959年。水库正常库容为2710万立方米，平均水深为15.00米，集雨面积为25平方千米，海拔为71.6米。